# 保健医療経営大学の人物一覧
保健医療経営大学の人物一覧（ほけんいりょうけいえいだいがくのじんぶついちらん）は、保健医療経営大学に関係する人物の一覧記事。

## 教職員
- 堀秀行 (保健医療経営大学) - 学長。
- 泉賢祐 - 学部長、教授。

## OB・OG
- 廣田良夫 - 元学長、元教授。
- 橋爪章-　初代学長、元教授